# 맹동혁신도서관
맹동혁신도서관(孟洞革新圖書館)은 대한민국 충청북도 음성군 맹동면에 있는 군립 도서관이다.

## 연혁
- 2021년 5월 5일 개관.